# Mont Alberta
El mont Alberta (en anglès Mount Alberta) és una muntanya que s'eleva fins als 3.619 metres i que es troba a l'alta vall del riu Athabasca, dins el Parc Nacional de Jasper, Alberta, Canadà. J. Norman Collie va batejar la muntanya el 1898 en record a la Princesa Louise Carolina Alberta.
El mont Alberta és la sisena muntanya més alta de les Canadian Rockies. El cim es troba uns 80 quilòmetres al sud-est de la vila de Jasper.
La primera ascensió del cim es va fer el 1925 per membres del Japanese Alpine Club: S. Hashimoto, H. Hatano, T. Hayakawa, Y. Maki, Y.Mita i N. Okabe. L'equip començà l'ascensió el 21 de juliol de 1925 i després de 16 hores van arribar al cim, on van plantar un piolet. La segona ascensió va tenir lloc el 1948 pels estatunidencs Fred Ayers i John Oberlin. El 1958 arribà la primera ascensió canadenca a cura de Neil Brown, Hans Gmoser, Leo Grillmair, Heinz Kahl i Sarka Spinkova.